# Lydia Ko
Lydia Ko (hangŭl: 리디아 고), nata Go Bo-gyeong (고보경), (Seul, 24 aprile 1997) è una golfista neozelandese di origine sudcoreana.
È diventata nº1 della classifica mondiale il 2 febbraio 2015 all'età di 17 anni 9 mesi e 8 giorni, il che la rende la più giovane golfista, uomo o donna, a raggiungere la vetta del ranking. Con la sua vittoria dell'Evian Championship il 13 settembre 2015 è diventata inoltre la più giovane vincitrice donna di una competizione maggiore, all'età di 18 anni, 4 mesi e 20 giorni. In carriera vanta 14 titoli nel LPGA Tour, due major, una medaglia d'argento nell'individuale ai Giochi olimpici di Rio de Janeiro 2016,  una di bronzo, sempre nell'individuale, ai Giochi di Tokyo 2020 ed una d'oro  ai Giochi di Parigi 2024.

## Biografia
Nata a Seul, in Corea del Sud, agli inizi degli anni duemila si trasferisce con la famiglia in Nuova Zelanda, dove ottiene la cittadinanza all'età di 12 anni. Frequenta la Mairangi Bay Primary ed in seguito la Pinehurst School nella città di Albany. Dal 2015 studia psicologia come corso di laurea telematica online a distanza, presso l'Università della Corea a Seul.
Si appassiona allo sport del golf all'età di 5 anni quando la zia Insook Hyon le regala un bastone da golf, con il quale inizierà a giocare sempre più spesso.

### Vita privata
Il 30 dicembre 2022, Ko ha sposato Chung Jun, il figlio del vicepresidente della Hyundai Card Chung Tae-young, nella cattedrale di Myeondong a Seoul.

## Carriera
Prende parte al torneo di golf femminile dei Giochi olimpici di Rio de Janeiro 2016, disputatosi dal 17 al 20 agosto presso il campo da golf della Reserva de Marapendi, nella zona Barra da Tijuca. Tra le favorite alla vittoria, inizia la competizione al di sotto delle aspettative con 69 colpi (-2 sul par) dopo il primo giro del torneo, che la collocano all'undicesimo posto. Lo stesso scenario si ripete nel secondo girone, con la Ko che si colloca al ventiduesimo posto, a cinque colpi di distanza dalla zona medaglie. Nelle ultime due giornate mette a segno un deciso recupero, concludendo la gara al secondo posto e aggiudicandosi così la medaglia d'argento.
Sfiora il successo anche alle successive Olimpiadi di Tokyo 2020, dove il 7 agosto conquista la medaglia di bronzo sul campo del Kasumigaseki Country Club di Kawagoe chiudendo la prova con 268 colpi, 16 sotto al par. Attardata dopo i primi due giri, chiusi a 8 colpi da Nelly Korda che vincerà l'oro, nei due giri finali recupera molte posizioni, chiude a un solo colpo di distanza dalla vincitrice ed è appaiata alla padrona di casa Mone Inami, che prevale nel playoff finale e si aggiudica l'argento.

## Vittorie professionali (28)

### LPGA Tour vittorie (20)
| Legenda                 |
| Major championships (2) |
| Altri LPGA Tour (18)    |

| No. | Data              | Torneo                                         | Punteggio di vittoria | To par | Margine | Seconda/e                                             |
| --- | ----------------- | ---------------------------------------------- | --------------------- | ------ | ------- | ----------------------------------------------------- |
| 1   | 26 agosto 2012    | CN Canadian Women's Open                       | 68-68-72-67=275       | −13    | 3 colpi | Inbee Park                                            |
| 2   | 25 agosto 2013    | CN Canadian Women's Open (2)                   | 65-69-67-64=265       | −15    | 5 colpi | Karine Icher                                          |
| 3   | 27 aprile 2014    | Swinging Skirts LPGA Classic                   | 68-71-68-69=276       | −12    | 1 colpo | Stacy Lewis                                           |
| 4   | 20 luglio 2014    | Marathon Classic                               | 67-67-70-65=269       | −15    | 1 colpo | Ryu So-yeon                                           |
| 5   | 23 novembre 2014  | CME Group Tour Championship                    | 71-71-68-68=278       | −10    | Playoff | Carlota Ciganda Julieta Granada                       |
| 6   | 22 febbraio 2015  | ISPS Handa Women's Australian Open             | 70-70-72-71=283       | −9     | 2 colpi | Amy Yang                                              |
| 7   | 26 aprile 2015    | Swinging Skirts LPGA Classic (2)               | 67-72-71-70=280       | −8     | Playoff | Morgan Pressel                                        |
| 8   | 23 agosto 2015    | Canadian Pacific Women's Open (3)              | 67-68-69-72=276       | −12    | Playoff | Stacy Lewis                                           |
| 9   | 13 settembre 2015 | The Evian Championship                         | 69-69-67-63=268       | −16    | 6 colpi | Lexi Thompson                                         |
| 10  | 25 ottobre 2015   | Fubon LPGA Taiwan Championship                 | 69-67-67-65=268       | −20    | 9 colpi | Ji Eun-hee Ryu So-yeon                                |
| 11  | 27 marzo 2016     | Kia Classic                                    | 68-67-67-67=269       | −19    | 4 colpi | Inbee Park                                            |
| 12  | 3 aprile 2016     | ANA Inspiration                                | 70-68-69-69=276       | −12    | 1 colpo | Chun In-gee Charley Hull                              |
| 13  | 26 giugno 2016    | Walmart NW Arkansas Championship               | 66-62-68=196          | −17    | 3 colpi | Candie Kung Morgan Pressel                            |
| 14  | 17 luglio 2016    | Marathon Classic (2)                           | 68-66-67-69=270       | −14    | Playoff | Ariya Jutanugarn Mirim Lee                            |
| 15  | 29 aprile 2018    | LPGA Mediheal Championship                     | 68-70-67-71=276       | −12    | Playoff | Minjee Lee                                            |
| 16  | 17 aprile 2021    | Lotte Championship                             | 67-63-65-65=260       | −28    | 7 colpi | Inbee Park, Sei Young Kim, Leona Maguire, Nelly Korda |
| 17  | 30 gennaio 2022   | Gainbridge LPGA at Boca Rio                    | 63-70-72-69=274       | −14    | 1 colpo | Danielle Kang                                         |
| 18  | 23 ottobre 2022   | BMW Ladies Championship                        | 68-68-66-65=267       | −21    | 4 colpi | Andrea Lee                                            |
| 19  | 20 novembre 2022  | CME Group Tour Championship (2)                | 65-66-70-70=271       | −17    | 2 colpi | Leona Maguire                                         |
| 20  | 21 gennaio 2024   | Hilton Grand Vacations Tournament of Champions | 69-67-68-70=274       | −14    | 2 colpi | Alexa Pano                                            |

Ko ha vinto le edizioni 2012 e 2013 della CN Canadian Women's Opens come amatore.
Co-sanzionato dalla Ladies European Tour.
Co-sanzionato dalla ALPG Tour.
LPGA Tour playoff record (5–3)
| No. | Anno | Torneo                        | Sfidante/i                              | Risultato                                                                                  |
| --- | ---- | ----------------------------- | --------------------------------------- | ------------------------------------------------------------------------------------------ |
| 1   | 2014 | CME Group Tour Championship   | Carlota Ciganda Julieta Granada         | Vinta con pari alla quarta buca supplementare Granada eliminata con pari alla seconda buca |
| 2   | 2015 | Swinging Skirts LPGA Classic  | Morgan Pressel                          | Vinto con il tiro birdie alla seconda buca extra                                           |
| 3   | 2015 | Canadian Pacific Women's Open | Stacy Lewis                             | Vinto con pari alla prima buca extra                                                       |
| 4   | 2016 | KPMG Women's PGA Championship | Brooke Henderson                        | Perso col tiro birdie alla prima buca extra                                                |
| 5   | 2016 | Marathon Classic              | Ariya Jutanugarn Mirim Lee              | Vinto col tiro birdie alla quarta buca extra                                               |
| 6   | 2018 | LPGA Mediheal Championship    | Minjee Lee                              | Vinto col tiro eagle alla prima buca extra                                                 |
| 7   | 2021 | Pelican Women's Championship  | Lexi Thompson Nelly Korda Kim Sei-young | Korda ha vinto col tiro birdie alla prima buca extra                                       |
| 8   | 2024 | LPGA Drive On Championship    | Nelly Korda                             | Korda ha vinto col par alla seconda buca extra                                             |

### Ladies European Tour vittorie (7)
| No. | Data              | Torneo                                  | Punteggio di vittoria | To par | Margine | Seconda/e                                              |
| --- | ----------------- | --------------------------------------- | --------------------- | ------ | ------- | ------------------------------------------------------ |
| 1   | 10 febbraio 2013  | ISPS Handa New Zealand Women's Open     | 70-68-68=206          | −10    | 1 colpo | Amelia Lewis                                           |
| 2   | 22 febbraio 2015  | ISPS Handa Women's Australian Open      | 70-70-72-71=283       | −9     | 2 colpi | Amy Yang                                               |
| 3   | 1 marzo 2015      | ISPS Handa New Zealand Women's Open (2) | 70-61-71=202          | −14    | 4 colpi | Hannah Green (a)                                       |
| 4   | 13 settembre 2015 | The Evian Championship                  | 69-69-67-63=268       | −16    | 6 colpi | Lexi Thompson                                          |
| 5   | 14 febbraio 2016  | ISPS Handa New Zealand Women's Open (3) | 69-67-70=206          | −10    | 2 colpi | Choi Hye-jin (a) Felicity Johnson Nanna Koerstz Madsen |
| 6   | 7 novembre 2021   | Aramco Saudi Ladies International       | 67-70-63-65=265       | −23    | 5 colpi | Atthaya Thitikul                                       |
| 7   | 19 febbraio 2023  | Aramco Saudi Ladies International (2)   | 64-69-66-68=267       | −21    | 1 colpo | Aditi Ashok                                            |

Ko ha vinto l'edizione 2013 del ISPS Handa New Zealand Women's Open come amatore.
Co-sanzionato dalla LPGA Tour.
Co-sanzionato dalla ALPG Tour.

### ALPG Tour vittorie (5)
| No. | Data             | Torneo                                  | Punteggio di vittoria | To par | Margine | Seconda/e                                              |
| --- | ---------------- | --------------------------------------- | --------------------- | ------ | ------- | ------------------------------------------------------ |
| 1   | 29 gennaio 2012  | Bing Lee Samsung Women's NSW Open       | 69-64-69=202          | −14    | 4 colpi | Becky Morgan                                           |
| 2   | 10 febbraio 2013 | ISPS Handa New Zealand Women's Open     | 70-68-68=206          | −10    | 1 colpo | Amelia Lewis                                           |
| 3   | 22 febbraio 2015 | ISPS Handa Women's Australian Open      | 70-70-72-71=283       | −9     | 2 colpi | Amy Yang                                               |
| 4   | 1 marzo 2015     | ISPS Handa New Zealand Women's Open (2) | 70-61-71=202          | −14    | 4 colpi | Hannah Green (a)                                       |
| 5   | 14 febbraio 2016 | ISPS Handa New Zealand Women's Open (3) | 69-67-70=206          | −10    | 2 colpi | Felicity Johnson Choi Hye-jin (a) Nanna Koerstz Madsen |

Ko ha vinto il Bing Lee Samsung Women's NSW Open e l'edizione 2013 del ISPS Handa New Zealand Women's Open come amatore.
Co-sanzionato dalla LPGA Tour.
Co-sanzionato dalla Ladies European Tour.

### KLPGA Tour vittorie (1)
| No. | Data            | Torneo                               | Punteggio di vittoria | To par | Margine | Seconda     |
| --- | --------------- | ------------------------------------ | --------------------- | ------ | ------- | ----------- |
| 1   | 8 dicembre 2013 | Swinging Skirts World Ladies Masters | 68-68-69=205          | −11    | 3 colpi | Ryu So-yeon |

## Tornei Major

### Vittorie (2)
| Anno | Campionato             | 54 buche           | Punteggio di vittoria | Margine | Seconda/e                 |
| ---- | ---------------------- | ------------------ | --------------------- | ------- | ------------------------- |
| 2015 | The Evian Championship | 2 colpi di deficit | −16 (69-69-67-63=268) | 6 colpi | Lexi Thompson             |
| 2016 | ANA Inspiration        | 1 colpo di deficit | −12 (70-68-69-69=276) | 1 colpo | Charley Hull, Chun In-gee |

## Olimpiadi estive (3)

### Singolo: 3 (1 oro, 1 argento, 1 medaglia di bronzo)
| No. | Data           | Torneo              | Punteggio di vittoria | To par | Medaglia d'oro | Medaglia d'argento | Medaglia di bronzo |
| --- | -------------- | ------------------- | --------------------- | ------ | -------------- | ------------------ | ------------------ |
| 1   | 20 agosto 2016 | Olimpiade di Rio    | 69-70-65-69=273       | −11    | Inbee Park     | Lydia Ko           | Shanshan Feng      |
| 2   | 7 agosto 2021  | Olimpiade di Tokyo  | 70-67-66-65=268       | −16    | Nelly Korda    | Mone Inami         | Lydia Ko           |
| 2   | 10 agosto 2024 | Olimpiade di Parigi | 72-67-68-71=278       | −10    | Lydia Ko       | Esther Henseleit   | Lin Xiyu           |